# Yasuo Haruyama
Yasuo Haruyama (春山 泰雄 Haruyama Yasuo?,  4 de abril de 1906 en Tokio - 17 de junio de 1987 en Tokio) fue un futbolista japonés que se desempeñaba como delantero.
Haruyama jugó 4 veces para la selección de fútbol de Japón entre 1927 y 1930. Haruyama fue elegido para integrar la selección nacional de Japón para los Juegos del Lejano Oriente de 1927 y 1930.

## Trayectoria

### Clubes
| Club                         | País  | Año  |
| ---------------------------- | ----- | ---- |
| Tokyo Imperial University LB | Japón | ???? |

### Selección nacional
| Selección | País  | Año         |
| --------- | ----- | ----------- |
| Absoluta  | Japón | 1927 - 1930 |

## Estadística de equipo nacional
| Selección de Japón | Selección de Japón | Selección de Japón |
| Año                | Part.              | Goles              |
| ------------------ | ------------------ | ------------------ |
| 1927               | 2                  | 0                  |
| 1928               | 0                  | 0                  |
| 1929               | 0                  | 0                  |
| 1930               | 2                  | 0                  |
| Total              | 4                  | 0                  |